# San Antonio Spurs
San Antonio Spurs er et amerikansk basketball-hold, der spiller i ligaen NBA. Holdet holder til i San Antonio i Texas, og spiller hjemmekampene i AT&T Center. Holdet blev stiftet tilbage i 1967 og hed til at starte med Dallas Chaparrals, hvorefter navnet blev skiftet til Texas Chaparrals i 1970, og til det nuværende navn i 1973.

## Spillere
- Kyle Anderson
- Jeff Ayres
- Aron Baynes
- Marco Belinelli
- Matt Bonner
- Austin Daye
- Boris Diaw
- Tim Duncan
- Manu Ginobili
- Danny Green
- Cory Joseph
- Kawhi Leonard
- Patty Mills
- Tony Parker
- Tiago Splitter